# Gliese 179
Gliese 179 (GJ 179 / HIP 22627 / Ross 401) és un estel de magnitud aparent +11,56 a la constel·lació d'Orió, visualment a 44 minuts d'arc de Tabit (π3 Orionis). Des de 2010 es coneix l'existència d'un planeta extrasolar en òrbita al voltant d'aquest estel.
Situada a 40 anys llum del sistema solar, Gliese 179 és una nana roja de tipus espectral M3.5V. Té una temperatura efectiva de 3.370 ± 100 K i una massa de 0,36 masses solars. El seu radi és equivalent al 38% del radi solar i la seva velocitat de rotació projectada és inferior a 1,5 km/s. És un estel tènue que brilla amb una lluminositat equivalent al 1,6% de la del Sol i mostra activitat cromosfèrica. Té una metal·licitat —abundància relativa d'elements més pesats que l'heli— superior a la solar, entorn del doble de la mateixa.
Les característiques físiques de Gliese 179 —temperatura, massa i elevada metal·licitat— són molt similars a les de Gliese 876, nana vermella que alberga un ampli sistema planetari.

## Sistema planetari
El 2010 es va anunciar el descobriment d'un planeta entorn de Gliese 179, denominat Gliese 179 b. És un planeta jovià que s'hi mou a una distància mitjana de 2,41 ua respecte a l'estel. Té un llarg període orbital de 6,3 anys.
| Company (En ordre des de l'estrella) | Massa (MJ)    | Període Orbital (dies) | Eix semimajor (AU) | Excentricitat |
| ------------------------------------ | ------------- | ---------------------- | ------------------ | ------------- |
| Gliese 179 b                         | > 0,82 ± 0,07 | 2288 ± 59              | 2,41 ± 0,04        | 0,21 ± 0,08   |